# Kronogård
Kronogård est une base de lancement de fusées-sondes situé au nord de la Suède. Kronogård était à l'origine un relais de chasse pour les chasseurs et les forestiers royaux. Dans les années 1950, un centre de lancement de fusées est construit à partir duquel des fusées de type Nike Cajun sont lancées pour étudier la haute atmosphère. À la suite de la construction du complexe d'Esrange, le site de Kronogård est abandonné.
Aujourd'hui, de petites habitations et un terrain de camping ont été construites sur l'ancien pas de tir.